# Lijst van spelers van FC Metz
Deze lijst omvat voetballers die bij de Franse voetbalclub FC Metz spelen of gespeeld hebben. De spelers zijn alfabetisch gerangschikt.

## A
- Eugène Abautret
- Marcel Adamczyk
- Emmanuel Adebayor
- Kossi Agassa
- Laurent Agouazi
- Wilmer Aguirre
- Jung-Hwan Ahn
- Jamal Alioui
- Samuel Allegro
- Antoine Aloni
- Thierry Ambrose
- Arnaud Anastassowa
- Mathieu André
- Cédric Anton
- Zlatko Arambašić
- Amine Aribi
- Ensar Arifović
- Frédéric Arpinon
- Aljoša Asanović
- Dai Astley
- Ludovic Asuar
- Dalian Atkinson
- Christophe Avezac
- Kwame Ayew

## B
- Anthony Baffoe
- Schuman Bah
- Henri Baillot
- Beb Bakhuijs
- Ablai Balde
- Cédric Barbosa
- Hugo Bargas
- Robert Barraja
- Sébastien Bassong
- Christophe Bastien
- Gérald Baticle
- Patrick Battiston
- Michel Baulier
- Flavien Belson
- Franck Béria
- Vincent Bessat
- André Betta
- Frédéric Biancalani
- André Biancarelli
- Eric Black
- Jocelyn Blanchard
- Bernard Blaut
- Daniel Bocandé
- Jules Bocandé
- Danny Boffin
- Mariano Bombarda
- Gaëtan Bong
- Landry Bonnefoi
- Stéphane Borbiconi
- Maryan Borkowski
- Sadek Boukhalfa
- Thibault Bourgeois
- Ismaël Bouzid
- Vincent Bracigliano
- Gabriel Braun
- Nico Braun
- Romain Brégerie
- Dragoljub Brnović
- Dylan Bronn
- Gaëtan Bussmann
- Ludovic Butelle

## C
- Jean-Philippe Caillet
- Julien Cardy
- Olivier Cassan
- Sébastien Chabbert
- Cyril Chapuis
- Guillaume Cherreau
- Damien Chrysostome
- Franz Cisar
- Thadée Cisowski
- Papiss Cissé
- Alexandre Clément
- Nestor Combin
- Roy Contout
- Alberto Corazza
- Manuel Corrales
- Eric Cubilier
- Stanislas Curyl

## D
- Patricio D'Amico
- Jean-Philippe Dehon
- Luís Manuel Ferreira Delgado
- Pascal Delhommeau
- Joris Delle
- Aïmen Demai
- Jean Desgranges
- Marcel Desrousseaux
- Mamadou Diakité
- Kévin Diaz
- Serge Dié
- Mathieu Dinet
- Pape Malick Diop
- Dino Djiba
- Mathieu Duhamel

## E
- Pierre Ebedé
- Effa Owona
- Christophe Eggimann
- Rolland Ehrhardt
- Gaëtan Englebert
- Mario Espartero
- Patrice Eyraud

## F
- Diagne Fallou
- Nicolas Farina
- Camille Fischbach
- David Fleurival
- Philippe Flucklinger
- Ewald Follmann
- Patrick Formica
- Charles Fosset
- Julien François
- Emmanuel Francoise
- Nuno Frechaut
- Alexandre Frutos

## G
- Philippe Gaillot
- Hector García
- Rudy Gestede
- Daniel Gomez
- Julien Gorius
- Nicolas Goussé
- Ludovic Guerriero
- Babacar Gueye
- Cheikh Gueye
- Ibrahima Gueye
- Ivan Gvozdenović
- Daniel Gygax

## H
- Frédéric Hantz
- Eric Hassli
- Gerard Hausser
- Guy Hellers
- Othon Hemmen
- Philippe Hinschberger
- David Hodgson
- Gabriel Hoffmann
- Szabolcs Huszti

## J
- Jonathan Jäger
- Božidar Janković
- Fernand Jeitz
- Nenad Jestrović
- Joseph-Désiré Job
- Pascal Johansen
- Igor Jovićević

## K
- Matthias Kaburek
- Hassan Kachloul
- André Kana-Biyik
- Jin Kang
- Henryk Kasperczak
- Sylvain Kastendeuch
- Martin Kavdanski
- Alhassane Keita
- Gusty Kemp
- Tarik Kharif
- David Klein
- Kalidou Koulibaly
- Ignace Kowalczyk
- Nasrédine Kraouche
- Richard Krawczyk
- Lubos Kubik
- Toni Kurbos

## L
- Bernard Lama
- Didier Lang
- Robert Langers
- Laurent Lanteri
- Moussa Latoundji
- Herbert Laumen
- Grégory Leca
- Jacky Lemee
- Johny Leonard
- Stéphane Leoni
- Lionel Letizi
- Camille Libar
- Johan Liebus
- Bent Löfqvist
- Patrice Loiseau
- José Lopez
- Claude Lowitz
- Vladan Lukić

## M
- Patrick M'Boma
- Philippe Mahut
- Moktar Mangane
- Toifilou Maoulida
- Marcel Marchal
- Sylvain Marchal
- Christophe Marichez
- Plamen Markov
- Joslain Mayebi
- Carl Medjani
- Victor Mendy
- Mehdi Meniri
- Abdelkrim Krimau
- Romain Metanire
- Frederic Meyrieu
- Anthony Mfa
- Carmelo Micciche
- Hemza Mihoubi
- William Mikelbrencis
- Youssef Mokhtari
- Faryd Mondragón
- Patrick Moreau
- Joseph Moreira
- Malher Moreno
- Gerard Moresco
- Stéphane Morisot
- Loïc Mouny
- Mario Mutsch

## N
- Djemel N'Ganvala
- Momar N'Diaye
- Sega N'Diaye
- Tenema N'Diaye
- Nicolas N'Dione
- Yeni N'Gbakoto
- Didier Neumann
- Mamadou Niang
- Benjamin Nicaise
- Christophe Niesser
- Stéphane Noro
- Aimé Nuic

## O
- Ludovic Obraniak
- Bartholomew Ogbeche
- Razak Omotoyossi
- Oguchi Onyewu
- Kyoung-Jun Ou
- Abdelnasser Ouadah
- Richard Owobokiri
- Ricky Owubokiri
- Djima Oyawole

## P
- Michele Padovano
- Grégory Paisley
- Jacques Pauvert
- Ivan Pavlica
- Eric Pécout
- Robert Peri
- Francis Piasecki
- Jérémy Pied
- Pascal Pierre
- Philippe Piette
- Ruslan Pimenov
- Robert Pirés
- Miralem Pjanić
- Bruno Pompiére
- Cyrille Pouget
- Oumar Pouye
- Grégory Proment

## R
- David Regis
- Francois Remetter
- Patrick Remy
- Sébastien Renouard
- André Rey
- Franck Ribéry
- Alfred Riedl
- Guillaume Rippert
- Romain Rocchi
- Stéphane Roda
- Bruno Rodriguez
- Jean-Philippe Rohr
- Marc Ropero
- Antun Rudinski
- Romain Ruffier

## S
- Hakim Saci
- Louis Saha
- Diafra Sakho
- Alfred Sbroglia
- Sébastien Schemmel
- Baptiste Schmisser
- Johnny Schuth
- Philippe Schuth
- Jean-Philippe Séchet
- Michel Sénéchal
- Mateusz Siebert
- Franck Signorino
- Oumar Sissoko
- Didier Six
- Sergej Skatschenko
- Richard Socrier
- Rigobert Song
- Jacques Songo'o
- Luc Sonor
- José Souto
- Jørn Sørensen
- Jeferson de Souza
- Ernst Stojaspal
- Yannick Stopyra
- Jeff Strasser
- Wim Suurbier
- Mbemba Sylla
- Christian Synaeghel
- Robert Szczepaniak
- Marian Szeja
- Lukas Szukala

## T
- Adama Tamboura
- Merlin Tandjigora
- David Terrier
- Pape Thiaw
- Milan Thomas
- Philippe Thys
- Pierre Tillon
- Mihály Tóth
- Cheriffe Touré
- Venn Touré
- Geoffroy Toyes
- Amara Traoré
- Mahamane Traoré
- Richard Trivino
- Branko Tucak
- Hervé Tum
- Zico Tumba

## U
- Joseph Ujlaki

## V
- Germano Vailati
- Leo Van Der Elst
- Gunther Van Handenhoven
- Jérôme Vareille
- Émile Veinante
- Philippe Vercruysse
- Patrice Vicq
- Matheus Vivian
- Henk Vos

## W
- Jonathan Walasiak
- Christophe Walter
- Edmond Weiskopf
- Sylvain Wiltord
- Grégory Wimbée
- André Wiss

## Y
- Teng Yi
- Souleymane Youla

## Z
- Jean-Louis Zanon
- Charles Zehren
- Bernard Zenier
- Marcin Żewłakow
- David Zitelli
- Jules Zvunka
- Victor Zvunka